# Emjay Anthony
Emjay Anthony (Clearwater Beach, 1º giugno 2003) è un attore statunitense.
È conosciuto principalmente per aver recitato nei film È complicato, Chef - La ricetta perfetta e Krampus - Natale non è sempre Natale.

## Biografia
Figlio di Trisha e Michael Salazar, Anthony è nato a Clearwater Beach, in Florida. Ha fatto il suo debutto come attore in spot pubblicitari all'età di quattro anni. Nel 2009 ha debuttato al cinema nel film commedia È complicato, in cui ha recitato al fianco di attori come Meryl Streep, Alec Baldwin e Steve Martin. Dopo essersi preso alcuni anni per recuperare il suo percorso scolastico, tra il 2012 e il 2013 è tornato a recitare apparendo nelle produzioni televisive Applebaum, Grey's Anatomy e The Mentalist.
Sempre nel 2013 è apparso nel film No Ordinary Hero: The SuperDeafy Movie e nell'anno successivo nella commedia Chef - La ricetta perfetta. Nel 2014 ha preso parte a 6 episodi della serie televisiva Rake. Nel 2015 è apparso nel film distopico postapocalittico The Divergent Series: Insurgent, sequel di Divergent con protagonista Shailene Woodley. Nello stesso anno è stato tra i personaggi principali dell'horror Krampus - Natale non è sempre Natale. Per questa sua interpretazione è stato candidato allo Young Artist Award come miglior giovane attore protagonista.

## Filmografia

### Attore

#### Cinema
- È complicato (It's Complicated), regia di Nancy Meyers (2009)
- No Ordinary Hero: The SuperDeafy Movie, regia di Troy Kotsur (2013)
- Chef - La ricetta perfetta (Chef), regia di Jon Favreau (2014)
- The Divergent Series: Insurgent, regia di Robert Schwentke (2015)
- Krampus - Natale non è sempre Natale (Krampus), regia di Michael Dougherty (2015)
- Bad Moms - Mamme molto cattive (Bad Moms), regia di Jon Lucas e Scott Moore (2016)
- Incarnate - Non potrai nasconderti (Incarnate), regia di Brad Peyton (2016)
- Bad Moms 2 - Mamme molto più cattive (A Bad Moms Christmas), regia di Jon Lucas e Scott Moore (2017)
- Replicas, regia di Jeffrey Nachmanoff (2018)

#### Televisione
- Applebaum, regia di Chris Columbus - film TV (2012)
- Grey's Anatomy - serie TV, episodio 9x09 (2012)
- The Mentalist - serie TV, episodio 5x12 (2013)
- Rake - serie TV, 6 episodi (2014)
- Members Only, regia di R.J. Cutler - film TV (2015)
- Donald Trump's The Art of the Deal: The Movie, regia di Jeremy Konner - film TV (2016)
- Loop (Tales from the Loop) – serie TV, 1 episodio (2020)
- Council of Dads – serie TV, 10 episodi (2020)

### Doppiatore
- Il libro della giungla (The Jungle Book), regia di Jon Favreau (2016)

## Riconoscimenti
- 2013 – Young Artist Awards[8]
  - Candidatura come Miglior giovane attore non protagonista in un Film TV, Miniserie, Special o Pilot per Applebaum
- 2016 – Young Artist Awards
  - Candidatura come Miglior giovane attore protagonista in un film (11 – 13 anni) per Krampus – Natale non è sempre Natale

## Doppiatori italiani
Nelle versioni in italiano delle opere in cui ha recitato, Emjay Anthony è stato doppiato da:
- Gabriele Caprio in Chef - La ricetta perfetta, Krampus - Natale non è sempre Natale, Rake
- Mattia Fabiano in The Divergent Series: Insurgent, Loop
- Andrea Di Maggio in È complicato
- Leonardo Caneva in Replicas
- Tommaso Di Giacomo in Council of Dads

Da doppiatore è stato sostituito da:
- Giulio Bartolomei ne Il libro della giungla